# Kajaani
Kajaani (Kajana in svedese) è una città finlandese di 36297 abitanti, situata nella regione del Kainuu.
La città si trova a sud del lago Oulujärvi e sul fiume Kajaaninjoki, il quale si versa nel lago Oulujärvi; da quest'ultimo nasce il fiume Oulujoki che si versa direttamente nel Golfo di Botnia.
Il primo insediamento di Kajaani è sorto nel 1604 per la costruzione dell'omonima fortezza (che serviva da centro amministrativo, prigione, base militare e rifugio). La città vera e propria è stata fondata nel 1651 da Per Brahe. Inizialmente, il villaggio era una base per lo sfruttamento delle ampie foreste della regione di Kainuu: il legname veniva fatto scorrere attraverso l'Oulojoki verso Oulu e poi da lì trasferito attraverso il Mar Baltico verso gli altri stati che ne avevano bisogno. Durante la Grande guerra del nord, nel 1716, il castello fu distrutto dai russi e oggi rimangono solo le rovine.
L'economia di Kajaani si basa sull'industria della carta e del legno e sulla Kainuun prikaati, un'unità dell'esercito finlandese.
La città di Kajaani è a sua volta divisa in più quartieri e villaggi:
- quartieri: Heinisuo, Hetteenmäki, Hoikankangas, Huuhkajanvaara, Katiska, Kettu, Komiaho, Kuurna, Kylmä, Kättö, Kätönlahti, Laajankangas, Lehtikangas, Lohtaja, Nakertaja, Onnela, Palokangas, Peäisenniska, Puistola, Purola, Soidinsuo, Suvantola, Teppana, Tihisenniemi, Tikkapuro, Variskangas, Ylä-kaupunki.
- Villaggi: Jormua, Koutaniemi, Kuluntalahti, Lahnasjärvi, Lehtovaara, Linnantaus, Mainua, Murtomäki, Paltaniemi.